# Wilhelm Becker
Wilhelm Becker (24 de enero de 1874 - 12 de octubre de 1928) fue un botánico, y profesor alemán. Fue docente en Kirchmöser, Brandeburgo y destacado especialista en el género Viola.

## Algunas publicaciones
- Becker, w. 1929. Violae asiaticae novae. Bulletin of Miscellaneous Information (Royal Botanic Gardens, Kew) 6 : 200-203

- La abreviatura «W.Becker» se emplea para indicar a Wilhelm Becker como autoridad en la descripción y clasificación científica de los vegetales.[2]